# Tatoeageverwijdering
Tatoeageverwijdering is het proces van het verwijderen van een ongewenste tatoeage. Het proces van tatoeëren zorgt over het algemeen voor permanente markeringen in de huid, maar mensen hebben veel methoden geprobeerd om tatoeages te verbergen of te vernietigen.
De moderne standaardmethode is de niet-invasieve verwijdering van tatoeagepigment met behulp van Q-geschakelde lasers. Verschillende soorten Q-lasers worden gebruikt om verschillende kleuren tatoeage-inkt te richten; afhankelijk van de specifieke lichtabsorptiespectra van de tatoeagepigmenten. Doorgaans kunnen zwarte en andere donkerder gekleurde inkten volledig worden verwijderd met behulp van Q-switched lasers, terwijl lichtere kleuren, zoals geel en groen, erg moeilijk te verwijderen zijn. Succes hangt af van een breed scala aan factoren, waaronder huidskleur, inktkleur en de diepte waarop de inkt is aangebracht.
Recent onderzoek heeft het potentieel van multi-pass behandelingen en het gebruik van picoseconde-lasertechnologie onderzocht.

## Geschiedenis
Voordat het verwijderen van tatoeages met Q-geschakelde lasers in het begin van de jaren 1990 begon, waren continu golflasers de standaardmethode voor het verwijderen van tatoeages. Continu golflasers gebruikten een hoogenergetische straal die het doelgebied ablateerde en de omliggende weefselstructuren en tatoeage-inkt vernietigde. De behandeling was meestal pijnlijk en veroorzaakte aanzienlijke littekens.